# デドゥグ
デドゥグ（フランス語: Dédougou）は西アフリカの内陸国のブルキナファソの町である。ブクル・デュ・ムウン地方の首府であり、ムフン県の県都である。

## フェスティマ
この町のメロンガレという広場では、西アフリカ最大の仮面祭りの「フェスティマ」が2年に1度開かれる。この祭りには近隣国からも参加があり、約1週間行われる。

## 交通

### 空港
- デドゥグ空港（英語版）

### 道路
- 国道10号線 (ブルキナファソ)（フランス語版）
- 国道14号線 (ブルキナファソ)（フランス語版）